# Masamichi Yamamoto
Masamichi Yamamoto (山本 雅道, Yamamoto Masamichi, né le 4 août 1978 à Kanagawa) est un coureur cycliste japonais.

## Palmarès
- 1999
  -  Champion du Japon sur route espoirs
- 2000
  -  Champion du Japon sur route espoirs
  - 3e du Tour de Okinawa
- 2008
  - 8ea étape du Tour de la Martinique

## Classements mondiaux
| Année            | 2005 | 2006 | 2007 | 2008 | 2009 | 2010 | 2011 |
| ---------------- | ---- | ---- | ---- | ---- | ---- | ---- | ---- |
| UCI America Tour |      |      |      | 232e | 310e |      |      |
| UCI Asia Tour    | 123e | 154e | 259e | 285e | 204e |      | 333e |